# Anuppur
Anuppur là một thị xã và là một nagar panchayat của quận Shahdol thuộc bang Madhya Pradesh, Ấn Độ.

## Địa lý
Anuppur có vị trí 23°06′B 81°41′Đ / 23,1°B 81,68°Đ Nó có độ cao trung bình là 505 mét (1656 feet).

## Nhân khẩu
Theo điều tra dân số năm 2001 của Ấn Độ, Anuppur có dân số 16.397 người. Phái nam chiếm 52% tổng số dân và phái nữ chiếm 48%. Anuppur có tỷ lệ 65% biết đọc biết viết, cao hơn tỷ lệ trung bình toàn quốc là 59,5%: tỷ lệ cho phái nam là 74%, và tỷ lệ cho phái nữ là 56%. Tại Anuppur, 15% dân số nhỏ hơn 6 tuổi.